# Stephos maculosus
Stephos maculosus is een eenoogkreeftjessoort uit de familie van de Stephidae. De wetenschappelijke naam van de soort is voor het eerst geldig gepubliceerd in 1974 door Andronov.